# سوفی شول، روزهای آخر
سوفی شول، روزهای آخر، (به انگلیسی: Sophie Scholl: The Final Days)) فیلمی در ژانر بیوگرافی، درام، جنایی، جنگی به کارگردانی مارک روتموند است. این فیلم در سال ۲۰۰۵ میلادی ساخته شد. بازیگران این فیلم عبارتند از:
جولیا جنتش، جرالد الکساندر